# Apa albă
Apa albă sau Râul alb, în mitologia slavă, este râul de lapte care izvorăște din ugerul vacii Zemun și străbate împărăția cerească a zeilor, Irii. Celălalt nume al paradisului, Belovodie, vine de la belaia vodia („apă albă”). 